# Грб Гаврилова Посада
Грб Гаврилова Посада је званични симбол једног од административних дијелова Ивановске области са статусом рејона — Гаврилов Посад. Грб је званично усвојен 21. фебруара 1989. године.

## Опис грба
На зеленом штиту сребрни бијесни коњ (пропети коњ). На златном узглављу црна бакља са црвеним пламеном на бакљи, окрушена са двије црвене алке.